# Indywidualne Mistrzostwa Polski na Żużlu 2010
Indywidualne Mistrzostwa Polski na Żużlu 2010 – zawody żużlowe, mające na celu wyłonienie medalistów indywidualnych mistrzostw Polski w sezonie 2010. Rozegrano cztery turnieje ćwierćfinałowe, dwa półfinały oraz finał, w którym zwyciężył Janusz Kołodziej.

## Finał
- Zielona Góra, 18 września 2010
- Sędzia: Leszek Demski

| Msc. | Zawodnik                | Klub                  | Pkt   |             |  |
| ---- | ----------------------- | --------------------- | ----- | ----------- |  |
| 1    | Janusz Kołodziej        | Unia Leszno           | 13 +3 | (2,3,3,3,2) |  |
| 2    | Krzysztof Kasprzak      | Tauron Azoty Tarnów   | 13 +2 | (3,2,3,3,2) |  |
| 3    | Rafał Dobrucki          | Falubaz Zielona Góra  | 11    | (3,0,2,3,3) |  |
| 4    | Adrian Miedziński       | Unibax Toruń          | 9     | (0,3,1,2,3) |  |
| 5    | Jarosław Hampel         | Unia Leszno           | 8     | (1,1,3,3,0) |  |
| 6    | Maciej Kuciapa          | Marma Rzeszów         | 8     | (1,1,2,1,3) |  |
| 7    | Sebastian Ułamek        | Tauron Azoty Tarnów   | 7     | (3,3,1,u,0) |  |
| 8    | Robert Kościecha        | Polonia Bydgoszcz     | 7     | (3,1,0,1,2) |  |
| 9    | Piotr Protasiewicz      | Falubaz Zielona Góra  | 7     | (2,0,2,2,1) |  |
| 10   | Mateusz Szczepaniak     | PSŻ Lechma Poznań     | 7     | (1,2,1,2,1) |  |
| 11   | rez. Grzegorz Zengota   | Falubaz Zielona Góra  | 6     | (3,3)       |  |
| 12   | Michał Szczepaniak      | Start Gniezno         | 6     | (1,2,1,2,0) |  |
| 13   | Krzysztof Buczkowski    | GTŻ Grudziądz         | 6     | (2,0,2,1,1) |  |
| 14   | Krzysztof Jabłoński     | Start Gniezno         | 5     | (0,3,0,0,2) |  |
| 15   | Damian Baliński         | Unia Leszno           | 5     | (2,2,0,0,1) |  |
| 16   | Dawid Stachyra          | Lotos Wybrzeże Gdańsk | 2     | (0,1,0,1,d) |  |
| 17   | rez. Daniel Jeleniewski | Betard WTS Wrocław    | 0     | (0,0)       |  |
| 18   | Tomasz Gapiński         | Caelum Stal Gorzów    | 0     | (w,–,–,–,–) |  |

Bieg po biegu:
1. Kościecha, Kołodziej, Hampel, Jabłoński
2. Dobrucki, Buczkowski, Mat.Szczepaniak, Gapiński (w/su)
3. Ułamek, Protasiewicz, Kuciapa, Miedziński
4. Kasprzak, Baliński, Mich.Szczepaniak, Stachyra
5. Miedziński, Baliński, Kościecha, Dobrucki
6. Kołodziej, Kasprzak, Kuciapa, Jeleniewski
7. Jabłoński, Mat.Szczepaniak, Stachyra, Protasiewicz
8. Ułamek, Mich.Szczepaniak, Hampel, Buczkowski
9. Zengota, Protasiewicz, Mich.Szczepaniak, Kościecha
10. Kołodziej, Dobrucki, Ułamek, Stachyra
11. Kasprzak, Buczkowski, Miedziński, Jabłoński
12. Hampel, Kuciapa, Mat.Szczepaniak, Baliński
13. Kasprzak, Mat.Szczepaniak, Kościecha, Ułamek (u3)
14. Kołodziej, Protasiewicz, Buczkowski, Baliński
15. Dobrucki, Mich.Szczepaniak, Kuciapa, Jabłoński
16. Hampel, Miedziński, Stachyra, Jeleniewski
17. Kuciapa, Kościecha, Buczkowski, Stachyra (d4)
18. Miedziński, Kołodziej, Mat.Szczepaniak, Mich.Szczepaniak
19. Zengota, Jabłoński, Baliński, Ułamek
20. Dobrucki, Kasprzak, Protasiewicz, Hampel
21. Bieg o złoty medal: Kołodziej, Kasprzak